# 石龙岩
石龙岩是南沙群岛舰长礁西南方一个礁石，因中国渔民称舰长礁为“石龙”，故称其为“石龙岩”。1983年中华人民共和国中国地名委员会公布的标准名称为“石龙岩”。西方文献一般称为“Observation Rock”。